# Edgar Bayley
Edgar Maldonado Bayley (Buenos Aires, 1919 – Buenos Aires, 12 de agosto de 1990), fue un poeta, ensayista y dramaturgo argentino. Su nombre se encuentra asociado a las vanguardias de las décadas del 40 y 50.

## Obra
En 1944, Bayley, junto a  Gyula Kosice, Carmelo Arden Quin y Rhod Rothfuss forma parte de la redacción del único número de la revista Arturo, que será la piedra fundacional en Argentina del movimiento de arte concreto que había comenzado hacia 1930 en Europa. Con su hermano Tomás Maldonado, Rhod Rothfuss y Arden Quinn escriben manifiestos sobre el invencionismo, oponiéndose a todo realismo artístico, expresionismo o simbolismo. En 1946, es integrante de Arte Concreto-Invención, revista en la que publica en su primer número poemas y un artículo sobre poesía afirmando que no es una representación de la realidad sino un hecho mental, postulando una forma diferente de la expresión poética. 
En 1949 se casa con Matilde Schmidberg con la cual tendrá dos hijos, Susana y Edgardo Maldonado.  
Será parte del comité de redacción de varias publicaciones decisivas para el desarrollo de la poesía argentina, entre las que se destacan Poesía Buenos Aires, dirigida por Raúl Gustavo Aguirre, y Zona de la Poesía Americana, en cuya dirección participan también Noé Jitrik, César Fernández Moreno, Francisco Urondo, Alberto Vanasco, Miguel Brascó y Ramiro de Casasbellas, entre otros.  
Destacado poeta, elabora un universo que escapa a las convenciones poéticas habituales en su tiempo. Entre sus obras, sobresalen: En común (1949), La vigilia y el viaje (1958), Ni razón ni palabra (1961), El día (1968). En Celebraciones (1976) reunió todas estas obras. En 1981 publica Nuevos poemas y, en 1982, Alguien llama y una Antología poética con prólogo de César Fernández Moreno.
Como ensayista publicó Realidad interna y función de la poesía (1966) y Estado de alerta estado de inocencia (1989); también publicó cuentos en Vida y memoria del doctor Pi y otras historias (1983); y obras teatrales como: Burla de primavera (1951), Farsa del sopete y el sastre (1951) y Dulioto (1953). Su producción fue reunida por Grijalbo Mondadori en 1999, al cuidado de Julia Saltzman, con estudio preliminar de Daniel Freidemberg, bajo el título "Edgar Bayley, Obras" en un tomo que reúne sus libros de poesía, ensayos, obras de teatro etc
En su muy larga trayectoria, además de colaborar en distintas revistas culturales lo hizo en diarios como Clarín, La Prensa, La Nación y La Opinión, entre otros. Trabajó como bibliotecario y por un corto tiempo en la secretaría de cultura durante la presidencia de Arturo Frondizi. En 1977 recibió el Gran Premio de Honor de la Fundación Argentina para la Poesía.
Protagonista de la sociabilidad poética porteña de la segunda mitad del siglo XX, trabó amistad con poetas como Enrique Molina y Francisco Madariaga, entre muchos otros; en los años entre el final de la dictadura militar argentina y el comienzo de la democracia fue además un generoso promotor de los jóvenes poetas. 
En 2024 se publicó una biografía escrita por el poeta y ensayista Mario Nosotti: "Edgar Bayley, La música vendrá" (Gog & Magog Ediciones).